# Dar'ja Aleksandrovna Rumjanceva
Dar'ja Aleksandrovna Rumjanceva (in russo Дарья Александровна Румянцева?) (San Pietroburgo, 18 marzo 1730 – San Pietroburgo, 7 giugno 1809) è stata una nobildonna russa.

## Biografia

### Origini
Dar'ja discendeva da un'antica famiglia russa. Era la figlia di Aleksandr Ivanovič Rumjancev, e di sua moglie, Marija Andreevna Matveeva. Suo padre, grazie alla sua brillante carriera militare e diplomatica, nel 1744, venne creato conte. Da parte della madre, discendeva da Andrej Artamonovič Matveev, diplomatico di primo piano al tempo di Pietro I, senatore e presidente di giustizia del Collegio.

### Nascita
Dar'ja nacque il 18 marzo, ma l'anno esatto della sua nascita non è nota. Alcune fonti indicano che nacque alla fine del 1723. Secondo lo stesso granduca Nikolaj Michajlovič, Dar'ja nacque all'inizio del 1730, siccome la sorella maggiore, la contessa Praskov'ja, nacque nel 1729. Il principe Pëtr Vladimirovič Dolgorukov, nelle sue note, ritiene che Dar'ja fosse la figlia più giovane della famiglia. Alcune fonti indicano l'anno della sua nascita nel 1739.

## Matrimoni

### Primo matrimonio
Nel 1752, si fidanzò con il colonnello Joseph Karl von Waldstein (1719-1758). Ebbero una figlia:
- Marija (1756-1820/1825), sposò il conte Ivan Aleksandrovič Apraksin.

Nel 1755 suo marito morì.

### Secondo matrimonio
Sposò, il 21 maggio 1760 a San Pietroburgo, il principe Jurij Nikitič Trubeckoj (1736-1811), che due anni prima aveva perso la sua prima moglie, la principessa Anna Petrovna Saltykova. Ebbero due figli:
- Praskov'ja Jur'evna (1762-1848), sposò in prime nozze Fëdor Sergeevič Gagarin e in seconde nozze Pëtr Jur'evič Kologrivov;
- Aleksandr Jur'evič (1765-1805), sposò Anna Petrovna Levašova.

## Morte
Morì il 7 giugno 1809 e fu sepolta nel Monastero di Aleksandr Nevskij a San Pietroburgo.